# 飯縄神社
飯縄神社（いいづなじんじゃ）は、長野県長野市富田にある神社。全国に祭祀されている飯縄神社の惣社である。社格は旧郷社。

## 歴史
- 270年頃飯縄山山頂に天神大戸道尊を祀り、飯縄大明神と称す[2]。
- 本地を大日如来とし、848年（嘉祥元年）3月学問行者が飯縄山に入山し、如来の尊容を拝す。
- 1233年（天福元年）信濃国荻野（信州新町）の地頭 伊藤兵部太夫豊前守忠綱が、飯縄大明神のお告げにより入山し、山頂に飯縄大権現を勧請する。忠綱の子、盛綱も忠綱に従い入山し、荼枳尼天の法を修得、忠綱より飯縄の法[3]を受継ぎ、飯縄原始忍法を確立、自ら「千日太夫」と称し、飯縄信仰を全国に広げると共に忍法の祖となる。
- 1873年（明治6年）5月長野県庁より皇足穂命神社（すめたるほのみことじんじゃ）の称号を与えられる。

## 神官仁科氏系図
以下は飯縄神社の神官を代々務めた仁科氏の系図である。ただし平維盛の末裔とするのはあくまで自称であり、実際は仁科盛弘-仁科盛家-仁科盛遠-仁科盛勝（承久の乱で没落）の系譜と、関盛長の子・仁科盛忠（盛勝の養子）から始まる系譜に分かれると考えられる。

## 皇足穂命神社の大杉
長野市指定天然記念物。樹高約30ｍ、目通り周囲4.82ｍと社叢の中でも杉としては、まれに見る巨樹である。幹の部分にキツツキの穴があるほかは損傷もなく樹勢も盛んで姿もよい。また社殿に近く御神木としてふさわしい位置である。この神社の社叢の高木には過去幾度か落雷がありそのつど１本ずつ損傷を受けたがこの大杉にはいままで落雷がなかったのは幸いである。